# Харино (Челябинская область)
Харино — село в Красноармейском районе Челябинской области России. Входит в состав Миасского сельского поселения.

## География
Село находится на северо-востоке Челябинской области, в лесостепной зоне, на юго-восточном берегу озера Сугояк, на расстоянии 9 километров (по прямой) к северо-западу от села Миасского, административного центра района. Абсолютная высота  209 метров над уровнем моря.

## Население
| 2002 | 2010 |
| ---- | ---- |
| 313  | ↘264 |

Гендерный состав
По данным Всероссийской переписи населения 2010 года в гендерной структуре населения мужчины составляли 47 %, женщины — 53 %.
Национальный состав
Согласно результатам переписи 2002 года, в национальной структуре населения русские составляли 84 %.

## Улицы
Уличная сеть села состоит из девяти улиц и четырёх переулков.